# 비다르바
비다르바 (발음: [ʋid̪əɾbʱə])는 서인도의 주인 마하라슈트라주에 있는 지리적 지역이다. 마하라슈트라주의 동부를 형성하며, 암라바티 관구와 나그푸르 관구를 포함한다. 2011년 인구 조사에 따르면, 이 지역의 인구는 23,003,179명이었다. 이 지역은 마하라슈트라주 전체 면적의 31.6%를 차지하며, 전체 인구의 21.3%가 거주한다. 중앙 인도에 위치하며, 북쪽으로는 마디아프라데시주, 동쪽으로는 차티스가르주, 남쪽으로는 텔랑가나주, 서쪽으로는 마하라슈트라주의 마라트와다와 우타르 마하라슈트라 지역과 접한다.
힌두 서사시 마하바라타에 따르면, 크리슈나 신의 아내인 루크미니는 비다르바 왕국의 왕 비슈마카의 딸로 태어났다. 비다르바는 기원후 1세기에서 2세기 동안 사타바하나 제국의 일부였다. 파라마라 왕 자가데바(우다이야디티아(재위 기원전 1060–1086년)의 아들) 시대의 동전과 비문이 이 지역 북부에서 발견되었다. 아인 이 아크바리에 따르면, 이 지역은 중세 시대에 베라르 수바의 일부였다. 1680년, 이 지역은 마라타 제국의 설립자인 시바지의 아들 삼바지에게 점령되었다. 1724년, 나중에 하이데라바드 니잠이 된 아사프 자는 독립을 선언하고 이 지역 대부분을 그의 명목상의 지배 하에 두었다. 행정과 세금 징수권은 마라타인들이 가졌다. 1803년, 마라타인들의 패배 이후, 이 지역은 영국 동인도 회사의 지배를 받게 되었다. 나중에 대영 제국은 1857년에 영국 동인도 회사로부터 이 지역의 통제권을 넘겨받았고, 이 지역은 베라르와 중앙주의 일부가 되었다. 1947년 인도 독립 이후, 이 지역은 중앙주와 베라르의 일부로 남아있었다. 인도 주 재편성 이후, 이 지역의 대부분은 1957년에 봄베이주의 일부가 되었다. 봄베이주가 구자라트주와 마하라슈트라주로 분할된 후, 이 지역은 마하라슈트라주의 일부가 되었다.
이 지역의 GDP는 2023-24년에 ₹6,130.300만 (770억 달러)로 추정된다. 이 지역 경제는 주로 농업에 의존하며, 오렌지와 면섬유가 주요 작물이다. 이 지역은 또한 상당한 광물 자원과 산림을 보유하고 있다. 이 지역은 빈곤과 영양실조가 상당하여 마하라슈트라주의 다른 지역에 비해 경제적으로 저개발 상태이다. 농업은 주로 계절성 몬순에 의존하며, 이 지역은 서고츠산맥의 비그늘 지역에 위치하여 강우량이 매우 적다. 가뭄과 기근이 흔하며, 1997년부터 2006년까지 14만 명 이상의 농민 자살이 발생했다.
이 지역의 가장 크고 주요 도시는 나그푸르이며, 다른 주요 도시로는 암라바티, 아콜라, 찬드라푸르, 곤디아가 있다. 마라티어의 바르하디어와 자디어 방언이 널리 사용된다. 마하라슈트라 주정부의 무관심으로 인해 비다르바의 별도 주에 대한 요구가 있어 왔다. 이 요구는 주요 정당인 BJP와 의회의 지지를 받지만, 주 내 주요 지역 정당 중 하나인 시브 세나는 이에 반대한다.

## 역사

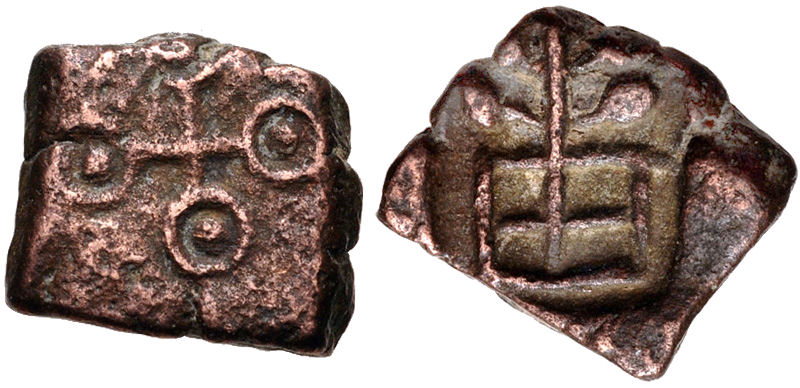
데칸 비다르바 왕국의 동전 (기원전 1세기)

힌두 서사시 마하바라타와 다른 푸라나 경전에 따르면, 여신 락슈미의 화신이자 크리슈나 신의 아내로 여겨지는 루크미니 공주는 비다르바 왕국의 왕 비슈마카의 딸로 태어났다. 비다르바는 기원후 1세기에서 2세기 동안 사타바하나 제국의 일부였으며, 이는 파우니에서 발견된 사타바하나 동전으로 확인되었다.

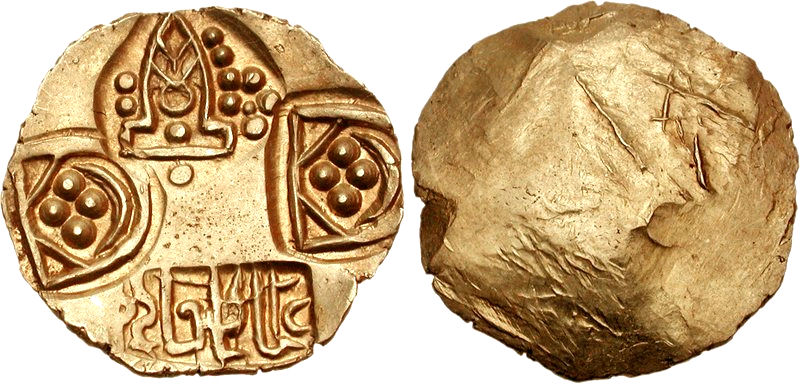
비다르바에서 발견된 파라마라 왕 자가데바의 동전

파라마라 왕 자가데바 시대의 동전과 비문이 이 지역 북부에서 발견되었다. 자이나드에서 발견된 비문에는 자가데바가 파라마라 왕 우다이야디티아(재위 기원전 1060–1086년)의 아들로 기록되어 있다. 학자 M. H. 크리슈나는 찰루키아 왕 소메슈바라가 그의 왕국 북부에서 "자가데바"("세계의 군주")라는 칭호로 알려져 있었고, 그가 이 동전들을 발행했다고 주장했다. 그러나 알려진 모든 찰루키아 동전은 칸나다 문자를 사용한 반면, 자가데바의 동전은 파라마라가 사용한 나가리 문자를 사용했다.
아인 이 아크바리에 따르면, 이 지역은 중세 인도 시대에 굴샨 에 베라르로 알려진 베라르 수바의 일부였다. 1680년, 이 지역은 마라타 제국의 설립자인 시바지의 아들 삼바지에게 점령되었다. 1724년, 불다나에서의 전투 이후, 아사프 자는 무굴 총독을 격파하고 독립을 선언했다. 이 지역의 대부분은 나중에 하이데라바드 니잠이 된 자의 명목상의 지배를 받게 되었지만, 행정과 차우트 징수권은 마라타인들이 가졌다. 1803년, 마라타인들의 패배 이후, 이 지역은 영국 동인도 회사의 지배를 받게 되었다.
나중에 대영 제국은 1857년에 영국 동인도 회사로부터 이 지역의 통제권을 넘겨받았다. 1947년 인도 독립 이후, 이 지역은 봄베이주의 일부였다. 주 경계를 재조직한 주 재조직법 이후, 이 지역의 대부분은 마하라슈트라주의 일부가 되었다.

## 지리

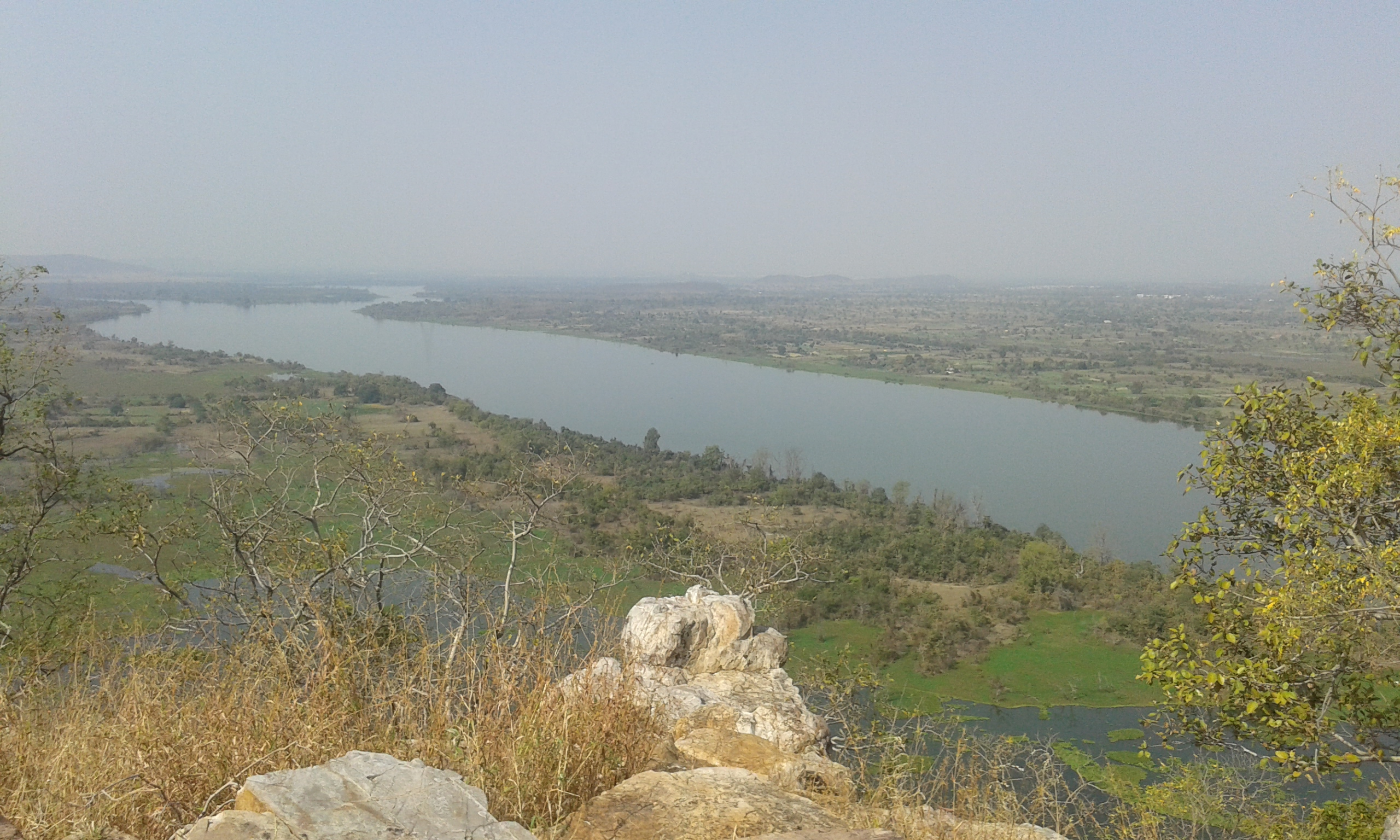
와인강가강

비다르바는 데칸고원의 북부에 위치한 중앙인도에 있다. 북쪽으로는 마디아프라데시주, 동쪽으로는 차티스가르주, 남쪽으로는 텔랑가나주, 서쪽으로는 마하라슈트라주의 마라트와다와 우타르 마하라슈트라 지역과 접한다. 이 지역은 서고츠산맥의 비그늘 지역에 위치하며 지형은 대체로 평탄하다. 사트푸라 산맥은 비다르바 지역의 북쪽에 위치하며, 암라바티 구역의 멜가트는 사트푸라 산맥 남쪽 지류의 일부를 이룬다. 이 지역 전역에 6천6백만 년 전의 화산성 데칸 트랩의 일부인 거대한 현무암 암석 지층이 존재한다. 반다라구와 곤디아구는 전체가 변성암과 충적토로 이루어져 있어 마하라슈트라 주에서는 지질학적으로 독특하다. 푸르나강 유역은 서부 비다르바에 위치하며 아콜라구, 암라바티구, 불다나구를 포함한다. 이 지역은 토양과 물의 염도가 매우 높다.

## 행정
비다르바는 암라바티 (이전 베라르)와 나그푸르의 두 관구로 나뉜 11개의 구역을 가지고 있다.
| 관구     | 치소     | 구                                                              | 테실 |
| -------- | -------- | --------------------------------------------------------------- | ---- |
| 암라바티 | 암라바티 | - 아콜라 - 암라바티 - 불다나 - 와심 - 야바트말                  | 56   |
| 나그푸르 | 나그푸르 | - 반다라 - 찬드라푸르 - 가드치롤리 - 곤디아 - 나그푸르 - 와르다 | 64   |

각 구에는 일상 행정을 담당하는 구청이 있다. 구장은 중앙 인도 정부가 임명한 IAS 공무원으로, 주의 한 구역의 통치를 책임진다.

## 인구 통계
비다르바는 2011년 인도 인구 조사에 따르면 총 23,003,179명의 인구를 가지고 있다. 이 지역은 마하라슈트라주의 전체 면적의 31.6%를 차지하며, 전체 인구의 21.3%가 거주한다. 2011년 인구 조사에 따르면, 힌두교는 전체 인구의 76.91%를 차지하는 주요 종교였으며, 불교도는 전체 인구의 13.08%를 구성했다. 비다르바는 마하라슈트라주 전체 불교도의 45.91%를 차지한다.
| 도시        | 인구  |
| ----------- | ----- |
| 힌두교      | 76.91 |
| 불교        | 13.08 |
| 이슬람교    | 8.34  |
| 자이나교    | 0.44  |
| 기독교      | 0.34  |
| 시크교      | 0.18  |
| 기타/무종교 | 0.72  |

| 도시     | 인구  |
| -------- | ----- |
| 마라티어 | 73.72 |
| 힌디어   | 8.30  |
| 우르두어 | 6.23  |
| 람바디어 | 2.58  |
| 곤드어   | 1.83  |
| 코르쿠어 | 1.10  |
| 텔루구어 | 1.02  |
| 기타     | 5.22  |

| 구역       | 남성      | 여성      | 총계      |
| ---------- | --------- | --------- | --------- |
| 아콜라     | 936,226   | 882,391   | 1,818,617 |
| 암라바티   | 1,482,845 | 1,404,981 | 2,887,826 |
| 반다라     | 604,371   | 594,439   | 1,198,810 |
| 불다나     | 1,342,152 | 1,245,887 | 2,588,039 |
| 찬드라푸르 | 1,120,316 | 1,073,946 | 2,194,262 |
| 가드치롤리 | 542,813   | 528,982   | 1,071,795 |
| 곤디아     | 662,524   | 659,807   | 1,322,331 |
| 나그푸르   | 2,388,558 | 2,264,613 | 4,653,171 |
| 와르다     | 665,925   | 630,232   | 1,296,157 |
| 와심       | 621,228   | 575,486   | 1,196,714 |
| 야바트말   | 1,425,593 | 1,349,864 | 2,775,457 |

이 지역에서 가장 큰 도시는 나그푸르이며, 다른 주요 도시로는 암라바티, 아콜라, 찬드라푸르, 곤디아가 있다.

## 언어와 문화
2011년 인구 조사에 따르면, 인구의 73.72%가 마라티어를, 8.30%가 힌디어를, 6.23%가 우르두어를, 2.58%가 람바디어를, 1.83%가 곤드어를, 1.10%가 코르쿠어를, 그리고 1.02%가 텔루구어를 모국어로 사용한다. 마라티어의 바르하디어와 자디어 방언이 널리 사용된다.
홀리, 디왈리, 다사라와 같은 힌두교 축제가 이 지역 전역에서 기념된다.
나그푸르 중앙 박물관 (1863년 설립)은 이 지역의 소장품을 보관하고 있다.

## 경제

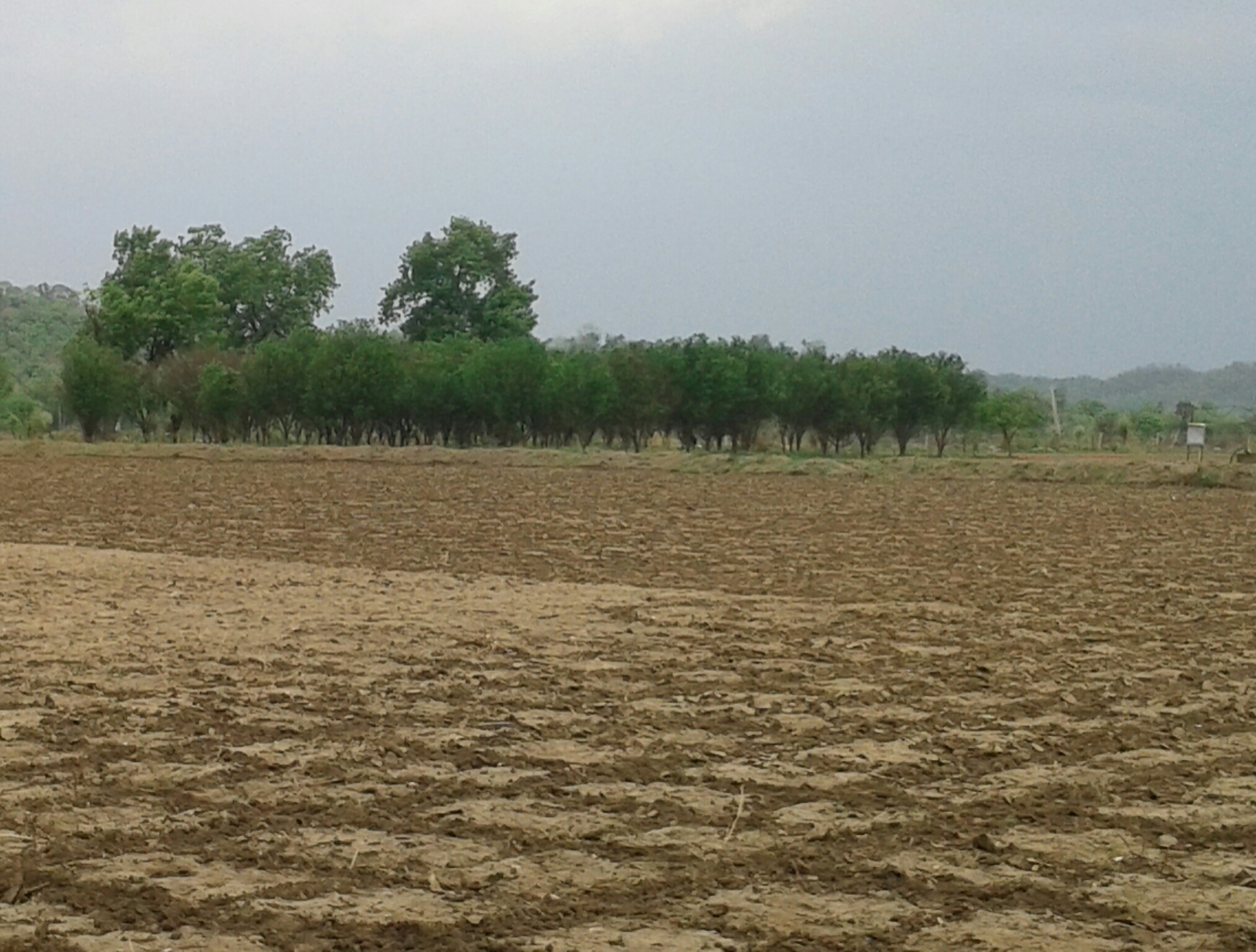
비다르바 지역의 농지

이 지역의 GDP는 2022-23년에 ₹5,445.400만 (680억 달러)로 추정된다. 이 지역은 또한 상당한 광물 자원과 산림을 보유하고 있다. 이 지역은 상당한 빈곤과 영양실조로 인해 마하라슈트라주의 다른 지역에 비해 경제적으로 저개발 상태이다.
이 지역 경제는 주로 농업에 의존하며, 오렌지와 면섬유가 주요 작물이다. 농업은 주로 계절성 몬순에 의존하며, 이 지역은 강우량이 매우 적다. 가뭄과 기근이 흔하며, 1997년부터 2006년까지 14만 명 이상의 농민 자살이 발생했다. 연방 정부는 이 지역을 위한 구호 패키지를 제공했지만, 이 지역에서는 부패가 만연하다. 칼럼니스트이자 언론인 P. 사이나트는 정부의 부패로 인해 현장에서의 영향이 거의 없었기 때문에 구호 패키지가 실패할 수밖에 없었다고 보았다.
나그푸르는 비즈니스 및 의료의 주요 중심지이다. MIHAN은 이 지역의 주요 화물 허브로, 나그푸르 공항에서 운영된다.
나그푸르는 또한 정보 기술 경제자유구역 (IT SEZ)을 유치하고 있다. 정보 기술 회사들을 위해. 암라바티와 야바트말은 면 생산으로 유명하다. 찬드라푸르에는 화력 발전소가 있는데, 이는 인도에서 가장 큰 발전소 중 하나이다. 이 지역에는 다른 중공업과 광산도 있다.
이 지역은 석탄과 망가니즈를 주요 광물로 하는 광물 자원을 보유하고 있다. 철광석과 석회암 또한 잠재적인 광산 자원으로 확인되었다. 찬드라푸르 구역은 마하라슈트라의 전체 광물 생산량의 29%를 차지한다.

## 스포츠와 레크리에이션
크리켓은 이 지역에서 가장 인기 있는 스포츠이다. 나그푸르의 비다르바 크리켓 협회 그라운드 (VCA)는 국제 크리켓 경기를 개최했다. 2008년, 잠타에 새로운 비다르바 크리켓 협회 스타디움이 건설되었다.
비다르바의 동부 지역에는 마하라슈트라에서 가장 오래된 국립공원인 타도바 안다리 호랑이 보호구역이 있는데, 이는 프로젝트 타이거 보호구역 중 하나이다. 셰가온은 그곳에 살았던 힌두 성자 가자난 마하라지에게 헌정된 사원이 있는 순례지이다. 암라바티구의 치칼다라는 힐 스테이션이자 인기 있는 관광지이다.

## 정치
비다르바는 10개의 로크 사바 선거구를 가지고 있다. 나그푸르구는 나그푸르와 람테크 두 곳을 가지고 있으며, 가드치롤리-치무르 로크 사바 선거구는 찬드라푸르구, 가드치롤리구, 곤디아구에 걸쳐 있다. 야바트말구과 와심구는 야바트말-와심 로크 사바 선거구의 일부를 형성한다. 다른 선거구로는 아콜라, 암라바티, 반다라, 불다나, 곤디아, 와르다가 있다. 암라바티와 람테크는 지정 카스트 후보를 위해, 가드치롤리-치무르는 지정 부족을 위해 배정되어 있다. 마하라슈트라 입법부에서 이 지역은 62개의 비단 사바 의석으로 대표된다.

## 주 승격 요구

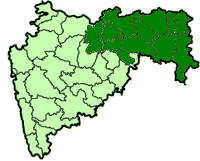
마하라슈트라의 비다르바 지역 (짙은 녹색)

비다르바 운동은 1930년대에 비다르바의 별도 주를 요구하며 시작되었다. 이 요구는 마하라슈트라 주정부의 지역 무관심으로 인해 때때로 제기되어 왔다. 이 요구는 주요 정당인 BJP와 의회의 지지를 받지만, 주 내 주요 지역 정당 중 하나인 시브 세나는 이에 반대한다. 정치 경제학자 쉬리칸트 지치카르는 마하라슈트라에서 이 지역을 분리하는 것에 반대하며, 지속 가능하지 않다고 언급했다. 그는 가용 천연자원으로부터의 수입이 정부의 보조금과 균형을 맞출 수 없을 것이며, 정부의 협력이 어떤 발전에도 필수적일 것이고, 분할이 마라티어 사용 주를 나누어 사회적 위험을 초래한다고 지적했다.